# 1935年全米選手権 (テニス)
1935年 全米選手権（1935ねんぜんべいせんしゅけん）に関する記事。

## 大会の流れ
- 1881年から1967年まで、全米選手権は各部門が個別の名称を持ち、大会会場も別々のテニスクラブで開かれた。これが他の3つのテニス4大大会と大きく異なる点である。
  - 男子シングルス　名称：全米シングルス選手権（U.S. National Singles Championship）／会場：ニューヨーク市クイーンズ区フォレストヒルズ、ウエストサイド・テニスクラブ　（1924年-1977年）
  - 女子シングルス　名称：全米女子シングルス選手権（U.S. Women's National Singles Championship）／会場：フォレストヒルズ、ウエストサイド・テニスクラブ　（1921年-1977年）
  - 男子ダブルス　名称：全米ダブルス選手権（U.S. National Doubles Championship）／会場：マサチューセッツ州ボストン市、ロングウッド・クリケット・クラブ　（会場移転、1935年-1941年まで）
  - 女子ダブルス　名称：全米女子ダブルス選手権（U.S. Women's National Doubles Championship）／会場：ボストン、ロングウッド・クリケット・クラブ　（会場移転、1935年-1941年まで）
  - 混合ダブルス　名称：全米混合ダブルス選手権（U.S. Mixed Doubles Championship）／会場：ボストン、ロングウッド・クリケット・クラブ　（会場移転、1935年-1941年まで）

## シード選手

### 男子シングルス
（アメリカ人シード選手：8名）
1. ウィルマー・アリソン　（初優勝）
2. ドン・バッジ　（ベスト8）
3. フランク・シールズ　（ベスト8）
4. シドニー・ウッド　（準優勝）
5. ブライアン・グラント　（ベスト4）
6. フランク・パーカー　（4回戦）
7. バークレー・ベル　（1回戦）
8. グレゴリー・マンジン　（ベスト8）

（外国人シード選手：7名）
1. フレッド・ペリー　（ベスト4）
2. ロデリク・メンツェル　（4回戦）
3. クリスチャン・ボッサス　（1回戦）
4. エンリケ・マイアー　（ベスト8）
5. アンドレ・マルタン＝レゲイ　（3回戦）
6. ジャック・ブルニョン　（1回戦）
7. エスケル・アンドリュース　（2回戦）

### 女子シングルス
（アメリカ人シード選手：7名）
1. ヘレン・ジェイコブス　（優勝、大会4連覇）
2. サラ・ファビアン　（準優勝）
3. カロリン・バブコック　（ベスト8）
4. マージョリー・グラッドマン・バン・リン　（ベスト8）
5. グラシン・ホイーラー　（3回戦）
6. キャサリン・ウルフ　（3回戦、途中棄権）
7. ドロシー・アンドルース　（3回戦）

（外国人シード選手：5名）
1. ケイ・スタマーズ　（ベスト4）
2. フィリス・キング　（ベスト4）
3. フレダ・ジェームズ　（ベスト8）
4. ナンシー・ライル　（ベスト8）
5. イブリン・ディアマン　（3回戦）

## 大会経過

### 男子シングルス
準々決勝
- ブライアン・グラント vs.  ドン・バッジ　6-4, 6-4, 5-7, 6-3
- シドニー・ウッド vs.  グレゴリー・マンジン　3-6, 6-1, 6-1, 6-2
- ウィルマー・アリソン vs.  エンリケ・マイアー　6-2, 6-4, 6-4
- フレッド・ペリー vs.  フランク・シールズ　6-4, 4-6, 8-6, 6-0

準決勝
- シドニー・ウッド vs.  ブライアン・グラント　6-2, 4-6, 12-10, 6-2
- ウィルマー・アリソン vs.  フレッド・ペリー　7-5, 6-3, 6-3

### 女子シングルス
準々決勝
- ヘレン・ジェイコブス vs.  ナンシー・ライル　6-4, 6-0
- フィリス・キング vs.  マージョリー・グラッドマン・バン・リン　6-2, 6-0
- サラ・ファビアン vs.  フレダ・ジェームズ　7-5, 5-7, 6-4
- ケイ・スタマーズ vs.  カロリン・バブコック　5-7, 6-3, 6-2

準決勝
- ヘレン・ジェイコブス vs.  フィリス・キング　6-4, 6-3
- サラ・ファビアン vs.  ケイ・スタマーズ　9-7, 7-5

## 決勝戦の結果
- 男子シングルス： ウィルマー・アリソン vs.  シドニー・ウッド　6-2, 6-2, 6-3
- 女子シングルス： ヘレン・ジェイコブス vs.  サラ・ファビアン　6-2, 6-4
- 男子ダブルス： ウィルマー・アリソン＆ ジョン・バン・リン vs.  ドン・バッジ＆ ジーン・マコ　6-2, 6-3, 2-6, 3-6, 6-1
- 女子ダブルス： ヘレン・ジェイコブス＆ サラ・ファビアン vs.  ドロシー・アンドルース＆ カロリン・バブコック　6-4, 6-2
- 混合ダブルス： エンリケ・マイアー＆ サラ・ファビアン vs.  ロデリク・メンツェル＆ ケイ・スタマーズ　6-3, 3-6, 6-4